# Fanja Rakotondrajao
Fanja Rakotondrajao, originaire d’Antananarivo est une mathématicienne malgache.
Après son Baccalauréat, elle poursuit ses études en Mathématiques à l'[Université d'Antananarivo] et c'est une des rares femmes des Mathématiques à Madagascar.

## Biographie
Fanja Rakotondrajao est une enseignante en Mathématiques et mère de 3 enfants,,. Née le 17 aout 1969 à Ambatomanga, Manjakandriana. 

## Parcours académique
1994 : Diplôme d'Etudes Approfondies (DEA) en Mathématiques Appliquées à l'Université d'Antananarivo
1999 : Doctorat en Mathématiques Appliquées à l'Université d'Antananarivo
2018 : HDR
2021 : Professorat en Mathématiques 

## Parcours professionnel
Professeur de Mathématique à l'Université d'Antananarivo